# Guerra birmano-siamés
La Guerra birmano-siamés de 1765-1767 (en birmano: ယိုးဒယား-မြန်မာစစ် (၁၇၆၅–၁၇၆၇); en tailandés: สงครามคราวเสียกรุงศรีอยุธยาครั้งที่สอง, lit. "guerra de la segunda caída de Ayutthaya") fue el segundo conflicto militar entre la dinastía Konbaung de Birmania (hoy Myanmar) y la dinastía Luang Ban Phlu de Siam (hoy Tailandia). Ocurrió cuatro décadas antes del establecimiento del reino de Siam. A pesar de la victoria birmana, los birmanos fueron luego obligados a abandonar las ganancias duramente obtenidas cuando los invasores chinos de su tierra natal obligaron a una retirada completa a finales de 1767. La nueva dinastía siamesa, a la que remonta sus orígenes la actual monarquía tailandesa, surgió para unificar Siam, alrededor del año 1770.
El conflicto fue una continuación de la guerra de 1759-1760. El Casus belli de esta guerra fue el control de la costa Tenasserim y de su comercio, y el apoyo siamés a los rebeldes de las regiones fronterizas de Birmania. La guerra comenzó en agosto de 1765, cuando una tropa birmana de 20.000 hombres invadió el norte de Siam, acompañado por los tres ejércitos del rey del sur en octubre, que poseían más de 20.000 hombres. Al final de enero de 1766, los ejércitos birmanos habían superado las defensas siamesas numéricamente superiores, pero mal coordinadas, dirigiéndose a la capital del reino.
El sitio de Ayutthaya comenzó durante la primera invasión china de Birmania. Los siameses pensaban que podrían aguantar hasta la estación de las lluvias, la inundación estacional de la planicie central de Ayutthaya, lo que obligaría a las tropas invasoras a retirarse. Pero el rey Hsinbyushin, de Birmania, consideró que la guerra china era una disputa fronteriza menor, y decidió continuar con el asedio. Durante la estación lluviosa de 1766 (junio-octubre), la batalla se trasladó a la planicie anegada por las aguas, pero no consiguió alterar el estado de cosas. Cuando llegó la estación seca, los chinos lanzaron una invasión de Birmania mucho mayor, pero Hsinbyushin aún rechazó retirar las tropas. En marzo de 1767, el rey Ekkathat, de Siam, ofreció convertirse en vasallo pero los birmanos exigieron una rendición incondicional. El 7 de abril de 1767, los birmanos saquearon la capital, que fue golpeada por una época de escasez por segunda vez en su historia, cometiendo atrocidades que dejaron una gran marca en las relaciones políticas entre los dos reinos, que se recuerda aún hoy en día. Millares de prisioneros siameses fueron reubicados en Birmania.
El dominio de Birmania fue de corta duración. En noviembre de 1767, los chinos volvieron a invadir Birmania, con una fuerza todavía mayor, convenciendo finalmente a Hsinbyushin de que debía retirar sus fuerzas de Siam. En la guerra civil posterior, Taksin reunió fuerzas en el reino de Thonburi, a mediados de 1770. Los birmanos también habían derrotado una cuarta invasión china alrededor de 1769.